# Apricena
Apricena é uma comuna italiana da região da Puglia, província de Foggia, com cerca de 13.638 habitantes. Estende-se por uma área de 171 km², tendo uma densidade populacional de 80 hab/km². Faz fronteira com Lesina, Poggio Imperiale, Rignano Garganico, San Marco in Lamis, San Paolo di Civitate, San Severo, San Nicandro Garganico.

## Demografia
| Variação demográfica do município entre 1861 e 2011                               |
|                                                                                   |
| Fonte: Istituto Nazionale di Statistica (ISTAT) - Elaboração gráfica da Wikipedia |